# Boholț
Boholț – wieś w Rumunii, w okręgu Braszów, w gminie Beclean. W 2011 roku liczyła 218 mieszkańców.